# Zwanburgerpolder
De Zwanburgerpolder is een poldereiland en voormalig waterschap in de Zuid-Hollandse Kagerplassen in de voormalige Nederlandse gemeente Warmond, thans gemeente Teylingen. 
Het waterschap De Zwanburgerpolder was verantwoordelijk voor de waterhuishouding in de polder. De polder wordt bemalen door de Zwanburgermolen, tegenwoordig op vrijwillige basis.
Het waterschap ging in 1979 op in het waterschap Veen- en Geestlanden (1990-1993). In 1994 werd het waterschap De Veen- en Geestlanden samengevoegd met het waterschap De Aarlanden tot het waterschap De Oude Rijnstromen (1994-2004), dat ten slotte per 1 januari 2005 opging in het Hoogheemraadschap van Rijnland.
In 2011 heeft het hoogheemraadschap het peilbesluit voor de polder opnieuw vastgesteld. In een peilbesluit zijn de gewenste waterpeilen vastgelegd voor de zomer- en de winterperiode. 
De tot dat moment gehanteerd peilen werden in het nieuwe peilbesluit gehandhaafd. Het peilbesluit vermeldt onder meer dat de bodem van de polder bestaat uit zware zavel en dat de polder voor 94% bestaat uit grasland.